# 欧克耶韦自然保护区
欧克耶韦自然保护区（Orkjärve Nature Reserve）是爱沙尼亚北部的一个自然保护区，位于哈尔尤县。于2005年成立，占地面积7.48平方公里。